# Ђуринићи
Ђуринићи су насељено место у саставу општине Конавле, Дубровачко-неретванска жупанија, Република Хрватска.

## Географски положај
Ђуринићи се налазе изнад Јадранске магистрале, око 40 км југоисточно од Дубровника, у непосредној близини границе према Црној Гори.

## Историја
До територијалне реорганизације у Хрватској налазили су се у саставу старе општине Дубровник.

## Становништво
На попису становништва 2011. године, Ђуринићи су имали 96 становника.
| Број становника по пописима | Број становника по пописима | Број становника по пописима | Број становника по пописима | Број становника по пописима | Број становника по пописима | Број становника по пописима | Број становника по пописима | Број становника по пописима | Број становника по пописима | Број становника по пописима | Број становника по пописима | Број становника по пописима | Број становника по пописима | Број становника по пописима | Број становника по пописима |
| --------------------------- | --------------------------- | --------------------------- | --------------------------- | --------------------------- | --------------------------- | --------------------------- | --------------------------- | --------------------------- | --------------------------- | --------------------------- | --------------------------- | --------------------------- | --------------------------- | --------------------------- | --------------------------- |
| 1857                        | 1869                        | 1880                        | 1890                        | 1900                        | 1910                        | 1921                        | 1931                        | 1948                        | 1953                        | 1961                        | 1971                        | 1981                        | 1991                        | 2001                        | 2011                        |
| 287                         | 310                         | 313                         | 330                         | 329                         | 325                         | 325                         | 360                         | 291                         | 295                         | 272                         | 227                         | 156                         | 166                         | 110                         | 96                          |

Напомена: У 1981. смањено издвајањем истоименог дела у самостално насеље Молунат. Од 1857. до 1880. те 1921. и 1931. садржи податке за насеље Молунат.

### Попис1991.
На попису становништва 1991. године, насељено место Ђуринићи је имало 166 становника, следећег националног састава:
| Попис 1991.‍  | Попис 1991.‍  | Попис 1991.‍ | Попис 1991.‍ | Попис 1991.‍ |
| ------------ | ------------ | ----------- | ----------- | ----------- |
|              |              |             |             |             |
| Хрвати       | Хрвати       |             | 153         | 92,16%      |
| Југословени  | Југословени  |             | 3           | 1,80%       |
| Црногорци    | Црногорци    |             | 2           | 1,20%       |
| Срби         | Срби         |             | 1           | 0,60%       |
| неопредељени | неопредељени |             | 6           | 3,61%       |
| непознато    | непознато    |             | 1           | 0,60%       |
| укупно: 166  |              |             |             |             |

## Привреда
Становништво се бави пољопривредом.